# Slowly (застосунок)
Slowly (стилізований як SLOWLY) — це програма геосоціальної мережі, яка дозволяє користувачам обмінюватися відкладеними повідомленнями або «листами». Час доставлення повідомлення залежить від відстані між відправником і одержувачем.  

## Історія

Значок поштової скриньки та словесний знак Slowly

Slowly вийшов на iOS у 2017 році та на Android роком пізніше.  Його назвали «Додатком дня» App Store у понад 30 регіонах світу.   Google Play також отримав нагороду «Найкращий проривний додаток» 2019 року.  До січня 2019 року він досяг 1 мільйонів користувачів. 
Веб-додаток Slowly було запущено у версії 5.0 у середині вересня 2019 року. У 2020 році у версії 6.0 програми було представлено такі функції, як темний режим, можливість обмінюватися аудіонотатками та передавати листи, не впливаючи на співвідношення надісланих/отриманих. Також була запущена функція платного членства під назвою SLOWLY PLUS, яка дозволяє учасникам подвоїти свої квоти на кількість друзів, виключених тем і регіонів, а також обмінюватися фотографіями. 
У вересні 2023 року Slowly запустив Open Letters (відкриті листи).  Ця функція дає змогу користувачам ділитися своїми відкритими листами або читати відкриті листи інших, щоб збільшити шанс знайти людину для листування зі спільними інтересами.

## Використання
Щоб почати, користувачі повинні створити собі псевдонім і аватар. Вони можуть або вручну переглядати профілі користувачів, або бути "автоматично зіставленими" за допомогою алгоритму. Це дозволяє користувачам шукати людей за допомогою різноманітних фільтрів, наприклад спільних інтересів або людей із певних країн. Додаток встановлює кілька «Внутрішніх правил», з якими користувач повинен погодитися, перш ніж користуватися додатком. «Листам» потрібно від 30 хвилин до 60 годин, щоб «повільно» досягти місця призначення, залежно від того, на якій відстані один від одного живуть відправник і одержувач.  Віртуальні марки збираються та прикріплюються до «листів» перед відправленням. 
Велику різноманітність віртуальних марок також можна отримати безплатно в особливі дні (свята, міжнародні дні тощо) або придбати в додатку «Stamp Store» і оплатити «SLOWLY Coins». Ці монети можна придбати за місцеву валюту або отримати як безплатну винагороду, переглянувши коротку відеорекламу в програмі. Повідомлення також можуть містити фотографії та аудіозаписи за згодою одержувача. 
Користувачі Slowly також можуть використовувати вебверсію, яка працює у веббраузері на ПК чи ноутбуці. В такому випадку можна авторизуватися просканувавши QR-код через застосунок Slowly на мобільному пристрої. Вебклієнт пропонує простіше та швидше писати, і зазвичай його віддають перевагу користувачі, які пишуть довші «листи». 

## Дивіться також
- Друг по листуванню

## Зовнішні посилання
- Офіційний сайт
- Web App